# (34648) 2000 WZ101
2000 WZ101 (asteroide 34648) é um asteroide da cintura principal. Possui uma excentricidade de 0.06120470 e uma inclinação de 12.35336º.
Este asteroide foi descoberto no dia 26 de novembro de 2000 por LINEAR em Socorro.